# VTJ 5th in OSAKA
VTJ 5th in OSAKA（ブイティージェー・フィフス・イン・オオサカ）は、日本の総合格闘技団体「VTJ」の大会の一つ。2014年6月28日、大阪府大阪市の大阪府立体育会館第2競技場で開催された。

## 大会概要
前大会の「VTJ 4th」で開催されたフライ級（125ポンド/56.7kg）トーナメント1回戦を勝ち上がった4人による準決勝戦などが行われた。

## 試合結果

### オープニングファイト
第1試合 145ポンド/65.8kg契約 3分3R
○  高野明 vs.  鷹亜希 ×
2R 0:01 TKO（カットによるレフリーストップ）
第2試合 150ポンド/68.0kg契約 3分3R
○  ジャックナイフツネオ vs.  摩嶋一整 ×
3R終了 判定2-1
第3試合 125ポンド/56.7kg契約 3分3R
○  KODO vs.  伊是名秀宣 ×
3R 2:25 ギロチンチョーク

### 本戦カード
第1試合 135ポンド/61.2kg契約 5分3R
○  中村優作 vs.  山本賢治 ×
3R終了 判定2-1
第2試合 145ポンド/65.8kg契約 5分3R
○  タクミ vs.  美木航 ×
2R 2:38 リアネイキッドチョーク
第3試合 155ポンド/70.3kg契約 5分3R
 佐々木信治 vs.  岸本泰昭
試合中止（※佐々木の体調不良）
第4試合 フライ級（125ポンド/56.7kg）トーナメント 準決勝 5分3R
○  扇久保博正 vs.  カナ・ハヤット ×
1R 1:20 リアネイキッドチョーク
第5試合 フライ級（125ポンド/56.7kg）トーナメント 準決勝 5分3R
○  シーザー・スクラヴォス vs.  神酒龍一 ×
3R終了 判定3-0
第6試合 135ポンド/61.2kg契約 5分3R
○  石原夜叉坊 vs.  ジョ・ジュンファン ×
2R 3:24 KO（スタンドパンチ連打）